# Liste der denkmalgeschützten Objekte in Minihof-Liebau
Die Liste der denkmalgeschützten Objekte in Minihof-Liebau enthält die drei denkmalgeschützten, unbeweglichen Objekte der Gemeinde Minihof-Liebau im Burgenland (Bezirk Jennersdorf).

## Denkmäler
| Foto |                 | Denkmal                                                                                  | Standort                                           | Beschreibung | Metadaten |
| ---- | --------------- | ---------------------------------------------------------------------------------------- | -------------------------------------------------- | --- | --- |
| ja   | Datei hochladen | Evangelische Tochterkirche A.B. HERIS-ID: 15254 Objekt-ID: 11497seit 15. Oktober 2002    | Minihof-Liebau 29 Standort KG: Minihof-Liebau      | Das Gebäude wurde von 1922 bis 1924 als Feuerwehr- und Gemeindehaus erbaut. Seit 1960 im Besitz der evangelisch-lutherischen Gemeinde, erfolgt von 1967 bis 1968 die bauliche Adaptierung zu einer Kirche.                                  | BDA-Hist.: Q37773023 Status: § 2a Stand der BDA-Liste: 2025-06-30 Name: Evangelische Tochterkirche A.B. GstNr.: 58 Evangelische Tochterkirche A.B. (Minihof-Liebau) |
| ja   | Datei hochladen | Jost Mühle HERIS-ID: 15362 Objekt-ID: 11606seit 15. Oktober 2002                         | Windisch-Minihof 188 Standort KG: Windisch Minihof | Die Mühle am Doiberbach wurde um 1900 erbaut und dient nun als Schaumühle und Kulturzentrum. | BDA-Hist.: Q15115790 Status: § 2a Stand der BDA-Liste: 2025-06-30 Name: Jost Mühle GstNr.: 1725 Jost-Mühle, Minihof-Liebau                                          |
| ja   | Datei hochladen | Ortskapelle hl. Johannes d. Täufer HERIS-ID: 15255 Objekt-ID: 11498seit 15. Oktober 2002 | Standort KG: Windisch Minihof                      | Laut Inschrift an der Empore 1760 erbaut. Kleine einschiffige dreijochige Kapelle mit halbrunder Apsis und einem westlichen Fassadenturm mit Spitzhelm. Wegkreuze vor der Kirche und auf dem Gamperlberg aus dem Ende des 18. Jahrhunderts. | BDA-Hist.: Q15123632 Status: § 2a Stand der BDA-Liste: 2025-06-30 Name: Ortskapelle hl. Johannes d. Täufer GstNr.: 1 Ortskapelle Windisch-Minihof                   |